# Myrmeleon nekkacus
Myrmeleon nekkacus là một loài côn trùng trong họ Myrmeleontidae thuộc bộ Neuroptera. Loài này được Okamoto miêu tả lần đầu vào năm 1934.